# Sány
Sány är en ort i Tjeckien.   Den ligger i regionen Mellersta Böhmen, i den centrala delen av landet, 60 km öster om huvudstaden Prag. Sány ligger 198 meter över havet och antalet invånare är 466.
Terrängen runt Sány är platt.Runt Sány är det ganska tätbefolkat, med 75 invånare per kvadratkilometer. Närmaste större samhälle är Kolín, 11,2 km söder om Sány. Trakten runt Sány består till största delen av jordbruksmark.